# La Face perdue
La Face perdue (titre original : Lost Face) est un recueil de nouvelles du Nord canadien de l'écrivain américain Jack London, publié aux États-Unis en 1910.

## Historique
La plupart des nouvelles ont fait l'objet d'une publication antérieure dans des périodiques comme le Century Magazine ou le Sunset Magazine avant mars 1910.

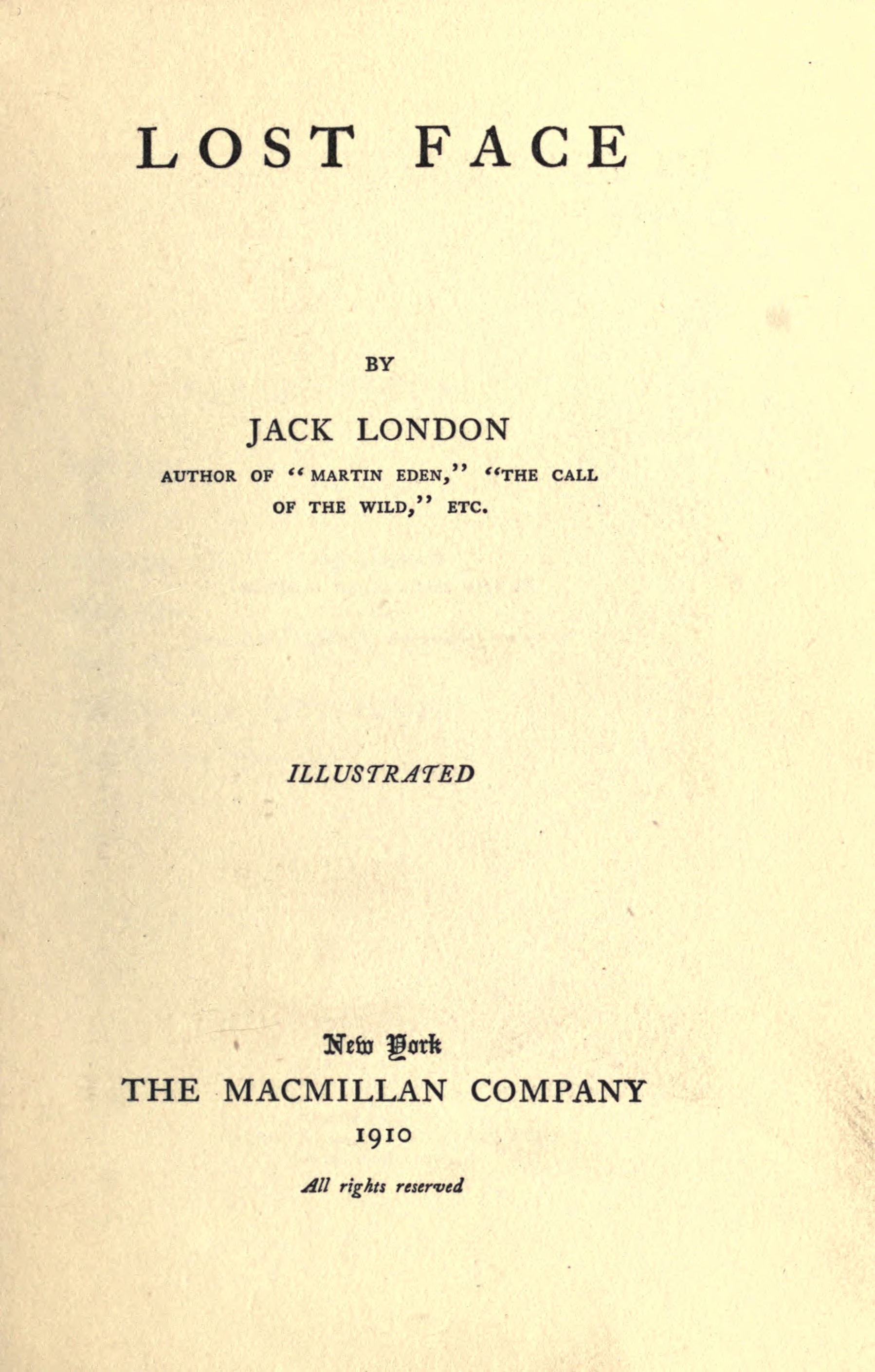
Page de titre de Lost Face (1910).

## Les nouvelles
L'édition de  The Macmillan Co de mars 1910 comprend sept nouvelles:
- La Face perdue (Lost Face)
- Une mission de confiance (Trust)
- Construire un feu (To Build a Fire)
- Ce spot (That Spot)
- Braise d’or (Flush of Gold)
- Comment disparut Marc O’Brien (The Passing of Marcus O'Brien)
- Malice de Porportuk (The Wit of Porportuk)

## Éditions

### Éditions en anglais
- Lost Face, un volume chez  The Macmillan Co, New York, mars 1910.

### Traductions en français
- Construire un feu, traduction par Paul Gruyer et Louis Postif, Paris, Union Générale d’Éditions, coll. « 10-18 », 1977.
- Sur les pistes du Grand Nord, traduction par Paul Gruyer et Louis Postif, Paris, G.P., coll. « Rouge & or - Spirale », 1978.

## Source
- http://www.jack-london.fr/bibliographie